# Al-Muazzam Túránsáh egyiptomi szultán
Al-Muazzam Túránsáh vagy Túrán Sáh, trónra lépése előtt Gijász ad-Dín Túránsáh (غياث الدين توران شاه – Ġiyāṯ ad-Dīn Tūrān Šāh; ? – Egyiptom, Kairó, 1250. május 2.) az ajjúbida dinasztia tagja, asz-Szálih Ajjúb fia, rövid ideig – 1250 februárjától haláláig – Egyiptom szultánja volt. Teljes titulusa al-Malik al-Muazzam (الملك المعظم – al-malik al-muʿaẓẓam), melynek jelentése: „a dicsőséges király”.

## Életpályája
Apja 1239-ben bízta rá Hiszn Kajfá délkelet-anatóliai emírségét (ma Hasankeyf Törökországban), és trónörököséül jelölte ki. Ajjúb 1249 novemberében halt meg, miközben a IX. (Szent) Lajos vezette VII. keresztes hadjárat Damiettát elfoglaló lovagjai ellen harcolt. Túránsáh csak február 24-én érkezett Manszúra erődjéhez, addig apjának özvegye – nem Túránsáh anyja –, Sadzsar ad-Durr gyakorolta a hatalmat, eltitkolta férjének halálát, és feleskette az alattvalókat al-Muazzamra.
Mire Túránsáh megérkezett, a keresztesek már visszavonulóban voltak, ennek során pedig Lajos király is egyiptomi fogságba került. Al-Muazzam ennek hatására megkezdte a vezető pozíciók elvételét apja kíséretétől (bahrí vagy szálihí mamlúkok), hogy saját híveinek adja őket, és Sadzsar ad-Durr-ral is ellenségesen bánt. A hatalomból kiszorulú bahrijja 1250. május 2-án meggyilkoltatta a szultánt, és példátlan módon egy nőt emelt trónra Sadzsar ad-Durr személyében. Az ajjúbida uralom ezzel nem ért teljesen véget, mert bábként 1250–1254 között al-Asraf Múszával még a család birtokolta a szultáni címet, de tényleges uralmuknak végleg leáldozott.